# 2041년 10월 25일 일식
2041년 10월 25일 일식은 달이 지구와 태양 사이를 지나면서 태양 을 다 가리지 못하고 태양의 가장자리가 고리 모양으로 보이는 금환일식이다. 금환일식은 달의 시직경이 태양의 시직경보다 작아 태양을 다 가리지 못할 때  일어난다. 금환일식은 매우 좁은 지역에서만 관측 가능하며, 대부분의 다른 지역에서는 부분일식으로 관측된다.
몽골, 중화인민공화국 둥베이와 조선민주주의인민공화국, 일본 등에서 관찰할 수 있다. 이 일식은 사로스 주기 134에 속해 있다.
몽골의 울란바타르, 둥베이의 선양시, 한반도에서는 북한 지방(자강도, 함경남도)과 대한민국의 독도, 일본에서는 나고야에서 관찰할 수 있을 것으로 전망된다.

## 같이 보기
- 2035년 9월 2일 일식